# Огибалово (Рязанский район)
Огибалово — деревня в Рязанском районе Рязанской области. Входит в Искровское сельское поселение.

## География
Находится в северо-западной части Рязанской области на расстоянии приблизительно 24 км на юго-восток по прямой от вокзала станции Рязань II.

## История
На карте 1850 года показана как поселение с 5 дворами. В 1859 году здесь (тогда деревня Рязанского уезда Рязанской губернии) было учтено 29 дворов.

## Население
Численность населения: 29 человек (1859 год), 10 в 2002 году (русские 100 %), 8 в 2010.